# Ferripedrizita
El mineral conocido actualmente con el nombre de ferri-pedrizita fue descrito como una nueva especie dos veces, primero con el nombre de sodio-ferripedrizita y posteriormente, al considerar que se trataba de otra distinta, con el de ferri-pedrizita. En las revisiones posteriores de la nomenclatura de los anfíboles, ambas se reunificaron primero como sodio-ferripedrizita, que posteriormente cambió a ferri-pedrizita.

## Características físicas y químicas
La ferri-pedrizita es un silicato, anfíbol, que contiene litio. Es de color negro, y aparece como microcristales prismáticos de menos de una décima de milímetro.

## Yacimientos
La ferri-pedrizita se encontró en episienitas formadas en granitos porfídicos con cordierita en el Arroyo de la Yedra. Manzanares el Real, Madrid, España, que es la localidad tipo. Hasta el momento no se ha encontrado en ningún otro lugar en el mundo. El Arroyo de la Yedra es un pequeño afluente del Arroyo de Coberteros, en el paraje de Fuente Grande. El yacimiento está situado a 1,5 km al W del puente de la Senda de la Avutarde sobre el Arroyo del Mediano